# Trancoso
Trancoso é uma cidade portuguesa pertencente ao distrito da Guarda, na província da Beira Alta, região do Centro (Região das Beiras) e sub-região da Beira Interior Norte, com 2 575 habitantes (2021), situada num planalto em que o ponto mais alto tem 939 m de altitude.
É sede do município de Trancoso com 361,52 km² de área e 9 878 habitantes (2011), subdividido em 21 freguesias. O município é limitado a norte pelo município de Penedono, a nordeste por Mêda, a leste por Pinhel, a sul por Celorico da Beira, a sudoeste por Fornos de Algodres, a oeste por Aguiar da Beira e a noroeste por Sernancelhe.
Trancoso é um dos poucos municípios de Portugal territorialmente descontínuos, estando uma das suas freguesias (Guilheiro) separada do resto do município por uma estreita faixa de território pertencente à freguesia de Arnas, do município de Sernancelhe; uma vez que este último município pertence ao distrito de Viseu, isto torna territorialmente descontínuo o distrito da Guarda (existência de um exclave), criando um enclave no interior do distrito de Viseu, casos únicos em Portugal.

## Freguesias
| | Com a curiosidade deter uma freguesia que é um exclave, o município de Trancoso está dividido em 21 freguesias: |
| - Aldeia Nova - Castanheira - Cogula - Cótimos - Fiães - Freches e Torres - Granja - Guilheiro (exclave) - Moimentinha - Moreira de Rei - Palhais | - Póvoa do Concelho - Reboleiro - Rio de Mel - Tamanhos - Torre do Terrenho, Sebadelhe da Serra e Terrenho - Trancoso (São Pedro e Santa Maria) e Souto Maior - Valdujo - Vale do Seixo e Vila Garcia - Vila Franca das Naves e Feital - Vilares e Carnicães |

#### Aldeias anexas
- À-dos-Ferreiros (Cótimos)
- Aldeia de Santo Inácio (São Pedro)
- Ameal (São Pedro)
- Avelal (São Pedro)
- Boco (Santa Maria)
- Broca (Vilares)
- Carigas (Vale do Seixo)
- Castaíde (Santa Maria)
- Courelas (São Pedro)
- Dominga Chã (Granja)
- Falachos (Tamanhos)
- Frechão (Torres)
- Freixial (Vila Garcia)
- Garcia Joanes (Feital)
- Maçal da Ribeira (Vilares)
- Miguel Choco (Santa Maria)
- Moitas (Valdujo)
- Montes (Santa Maria)
- Quintã do Cabeço (Valdujo)
- Quintã do Curral (Valdujo)
- Quintã da Igreja (Valdujo)
- Ribeira do Freixo (Vale do Seixo)
- Rio de Moinhos (Santa Maria)
- São Martinho (São Pedro)
- Sintrão (Santa Maria)
- Vale de Mouro (Tamanhos)
- Venda do Cepo (Santa Maria)
- Vendinha (Granja)

## População
| Número de habitantes *                   | Número de habitantes * | Número de habitantes * | Número de habitantes * | Número de habitantes * | Número de habitantes * | Número de habitantes * | Número de habitantes * | Número de habitantes * | Número de habitantes * | Número de habitantes * | Número de habitantes * | Número de habitantes * | Número de habitantes * | Número de habitantes * | Número de habitantes * |
| ---------------------------------------- | ---------------------- | ---------------------- | ---------------------- | ---------------------- | ---------------------- | ---------------------- | ---------------------- | ---------------------- | ---------------------- | ---------------------- | ---------------------- | ---------------------- | ---------------------- | ---------------------- | ---------------------- |
| 1864                                     | 1878                   | 1890                   | 1900                   | 1911                   | 1920                   | 1930                   | 1940                   | 1950                   | 1960                   | 1970                   | 1981                   | 1991                   | 2001                   | 2011                   | 2021                   |
| 15 664                                   | 16 579                 | 17 205                 | 17 966                 | 18 123                 | 17 612                 | 17 602                 | 19 574                 | 20 632                 | 18 224                 | 14 046                 | 13 099                 | 11 484                 | 10 889                 | 9 878                  | 8 413                  |
| Número de habitantes por Grupo Etário ** |                        |                        |                        |                        |                        |                        |                        |                        |                        |                        |                        |                        |                        |                        |                        |
|                                          |                        |                        | 1900                   | 1911                   | 1920                   | 1930                   | 1940                   | 1950                   | 1960                   | 1970                   | 1981                   | 1991                   | 2001                   | 2011                   | 2021                   |
| 0-14 Anos                                | 0-14 Anos              | 0-14 Anos              | 6 288                  | 6 414                  | 6 028                  | 6 064                  | 6 784                  | 6 857                  | 5 803                  | 4 000                  | 3 153                  | 2 215                  | 1 518                  | 1 105                  | 744                    |
| 15-24 Anos                               | 15-24 Anos             | 15-24 Anos             | 3 207                  | 3 102                  | 3 154                  | 3 270                  | 3 270                  | 3 572                  | 2 839                  | 1 885                  | 2 084                  | 1 542                  | 1 454                  | 1 025                  | 677                    |
| 25-64 Anos                               | 25-64 Anos             | 25-64 Anos             | 7 358                  | 7 377                  | 7 110                  | 6 946                  | 7 972                  | 8 650                  | 7 995                  | 6 000                  | 5 592                  | 5 218                  | 5 017                  | 4 779                  | 3 958                  |
| = ou > 65 Anos                           | = ou > 65 Anos         | = ou > 65 Anos         | 868                    | 1 054                  | 1 170                  | 1 343                  | 1 330                  | 1 465                  | 1 587                  | 1 800                  | 2 270                  | 2 509                  | 2 900                  | 2 969                  | 3 034                  |

- Número de habitantes "residentes", ou seja, que tinham a residência oficial neste município à data em que os censos se realizaram.

- - De 1900 a 1950 os dados referem-se à população "de facto", ou seja, que estava presente no município à data em que os censos se realizaram. Daí que se registem algumas diferenças relativamente à designada população residente.

## Política

### Eleições autárquicas[13]
| Data | %       | V       | %       | V       | %     | V     | %              | V            | %              | V  | %              | V   | %       | V       | Participação |                |
| Data | PPD/PSD | PPD/PSD | CDS-PP  | CDS-PP  | PS    | PS    | FEPU/APU/CDU   | FEPU/APU/CDU | AD             | AD | PRD            | PRD | PSD/CDS | PSD/CDS | Participação |                |
| ---- | ------- | ------- | ------- | ------- | ----- | ----- | -------------- | ------------ | -------------- | -- | -------------- | --- | ------- | ------- | ------------ | -------------- |
| Data | 1976    | 39,70   | 2       | 27,33   | 2     | 21,67 | 1              | 4,61         | —              |    |                |     |         |         |              | 55,97 / 100,00 |
| 1979 | AD      | AD      | AD      | AD      | 32,65 | 2     | 2,63           | —            | 61,27          | 3  | 70,79 / 100,00 |     |         |         |              |                |
| 1982 | 44,05   | 3       | 34,70   | 3       | 11,28 | 1     | 3,07           | —            |                |    | 70,16 / 100,00 |     |         |         |              |                |
| 1985 | 44,35   | 4       | 22,37   | 2       | 7,50  | —     | 2,94           | —            | 17,84          | 1  | 66,38 / 100,00 |     |         |         |              |                |
| 1989 | 54,50   | 4       | 18,05   | 1       | 22,18 | 2     | 1,24           | —            |                |    | 68,83 / 100,00 |     |         |         |              |                |
| 1993 | 51,68   | 4       | 14,26   | 1       | 28,06 | 2     | 1,35           | —            | 68,79 / 100,00 |    |                |     |         |         |              |                |
| 1997 | 45,41   | 4       | 4,43    | —       | 44,62 | 3     | 1,12           | —            | 66,73 / 100,00 |    |                |     |         |         |              |                |
| 2001 | 53,12   | 4       | 3,37    | —       | 38,95 | 3     | 0,56           | —            | 72,39 / 100,00 |    |                |     |         |         |              |                |
| 2005 | 56,22   | 4       |         |         | 36,25 | 3     | 1,10           | —            | 69,39 / 100,00 |    |                |     |         |         |              |                |
| 2009 | 50,43   | 4       | 45,22   | 3       | 1,06  | —     | 65,29 / 100,00 |              |                |    |                |     |         |         |              |                |
| 2013 | 37,28   | 3       | 1,88    | —       | 55,39 | 4     | 1,29           | —            | 64,67 / 100,00 |    |                |     |         |         |              |                |
| 2017 | 31,19   | 2       | 5,16    | —       | 56,21 | 3     | 2,46           | —            | 63,20 / 100,00 |    |                |     |         |         |              |                |
| 2021 | CDS-PP  | CDS-PP  | PPD/PSD | PPD/PSD | 59,71 | 3     | 1,76           | —            | 32,71          | 2  | 65,54 / 100,00 |     |         |         |              |                |

### Eleições legislativas
| Data | %     | %     | %     | %    | %     | %     | %        | %     | %    | %     | %    | %   | %       | % | %  | %  |
| Data | CDS   | PSD   | PS    | PCP  | UDP   | AD    | APU/ CDU | FRS   | PRD  | PSN   | B.E. | PAN | PSD CDS | L | CH | IL |
| ---- | ----- | ----- | ----- | ---- | ----- | ----- | -------- | ----- | ---- | ----- | ---- | --- | ------- | - | -- | -- |
| 1976 | 38,98 | 22,92 | 19,16 | 2,79 | 1,09  |       |          |       |      |       |      |     |         |   |    |    |
| 1979 | AD    | AD    | 18,61 | APU  | 0,55  | 68,53 | 3,80     |       |      |       |      |     |         |   |    |    |
| 1980 | AD    | AD    | FRS   | APU  | 0,75  | 68,51 | 4,17     | 18,43 |      |       |      |     |         |   |    |    |
| 1983 | 25,83 | 41,09 | 22,40 | APU  | 0,28  |       | 3,01     |       |      |       |      |     |         |   |    |    |
| 1985 | 19,50 | 44,20 | 14,13 | APU  | 0,46  | 3,34  | 9,13     |       |      |       |      |     |         |   |    |    |
| 1987 | 7,64  | 68,10 | 14,22 | CDU  | 0,24  | 1,60  | 1,27     |       |      |       |      |     |         |   |    |    |
| 1991 | 8,68  | 64,68 | 18,26 | CDU  |       | 1,38  | 0,74     | 1,12  |      |       |      |     |         |   |    |    |
| 1995 | 11,26 | 49,34 | 32,54 | CDU  | 0,70  | 1,73  |          | 0,64  |      |       |      |     |         |   |    |    |
| 1999 | 10,15 | 46,20 | 37,40 | CDU  |       | 1,75  |          | 1,05  |      |       |      |     |         |   |    |    |
| 2002 | 9,81  | 55,42 | 28,15 | CDU  | 1,07  | 1,11  |          |       |      |       |      |     |         |   |    |    |
| 2005 | 7,75  | 42,48 | 39,99 | CDU  | 1,76  | 2,45  |          |       |      |       |      |     |         |   |    |    |
| 2009 | 12,49 | 41,60 | 31,33 | CDU  | 1,88  | 6,18  |          |       |      |       |      |     |         |   |    |    |
| 2011 | 10,92 | 51,76 | 24,64 | CDU  | 2,14  | 3,05  | 0,59     |       |      |       |      |     |         |   |    |    |
| 2015 | PSD   | CDS   | 31,29 | CDU  | 2,73  | 6,22  | 0,39     | 50,26 | 0,22 |       |      |     |         |   |    |    |
| 2019 | 5,97  | 37,45 | 38,20 | CDU  | 1,99  | 5,78  | 1,15     |       | 0,29 | 1,30  | 0,34 |     |         |   |    |    |
| 2022 | 2,75  | 35,62 | 45,08 | CDU  | 1,31  | 2,60  | 0,30     | 0,47  | 6,86 | 1,68  |      |     |         |   |    |    |
| 2024 | AD    | AD    | 31,26 | CDU  | 37,47 | 1,04  | 2,43     | 0,78  | 0,84 | 17,94 | 1,49 |     |         |   |    |    |

## Topónimo
A origem do nome "Trancoso" motiva hoje em dia a especulação e a imaginação. Existem pelo menos duas explicações, ambas de pendor mitológico. Tais explicações, contudo, poderão não ser tão fantasiosas como à partida seríamos levados a pensar. Uma destas explicações refere que o nome deriva de "troncoso", ou seja, o nome ficaria a dever-se ao facto de existirem árvores de grande porte na região em que a cidade foi fundada. De facto, Artur Taborda de Morais, no estudo "As árvores notáveis de Portugal", descreve individualmente o "Castanheiro do Campo — Castanea sativa Mili" e o "Freixo Grande de Trancoso — Fraxinus oxicarpa Willd". O segundo, que foi considerado por Charles Joly (1818–1902), em 1893, uma das maiores árvores da Europa, já não existe, mas ainda hoje é possível observar árvores impressionantes como a "Tília Grande de Trancoso". Outra explicação, que específica concretamente um ato de fundação, um pouco à semelhança de Roma (cf. Fundação de Roma), refere que a cidade terá sido fundada por um emissário vindo do Egito ou da Etiópia. O nome do emissário seria Awseya Tarakos, que mais tarde viria a ser rei da Etiópia, da dinastia salomónica. Existem, também, outras cidades europeias cujos nomes têm algumas semelhanças com Trancoso, podendo haver alguma relação entre eles (Tarragona, Tarascon, etc.). Em Portugal, atualmente, é possível encontrar a designação Trancoso para outras localidades e lugares. Existe, ainda, um rio no norte de Portugal, afluente do rio Minho, que tem esse nome.

## História

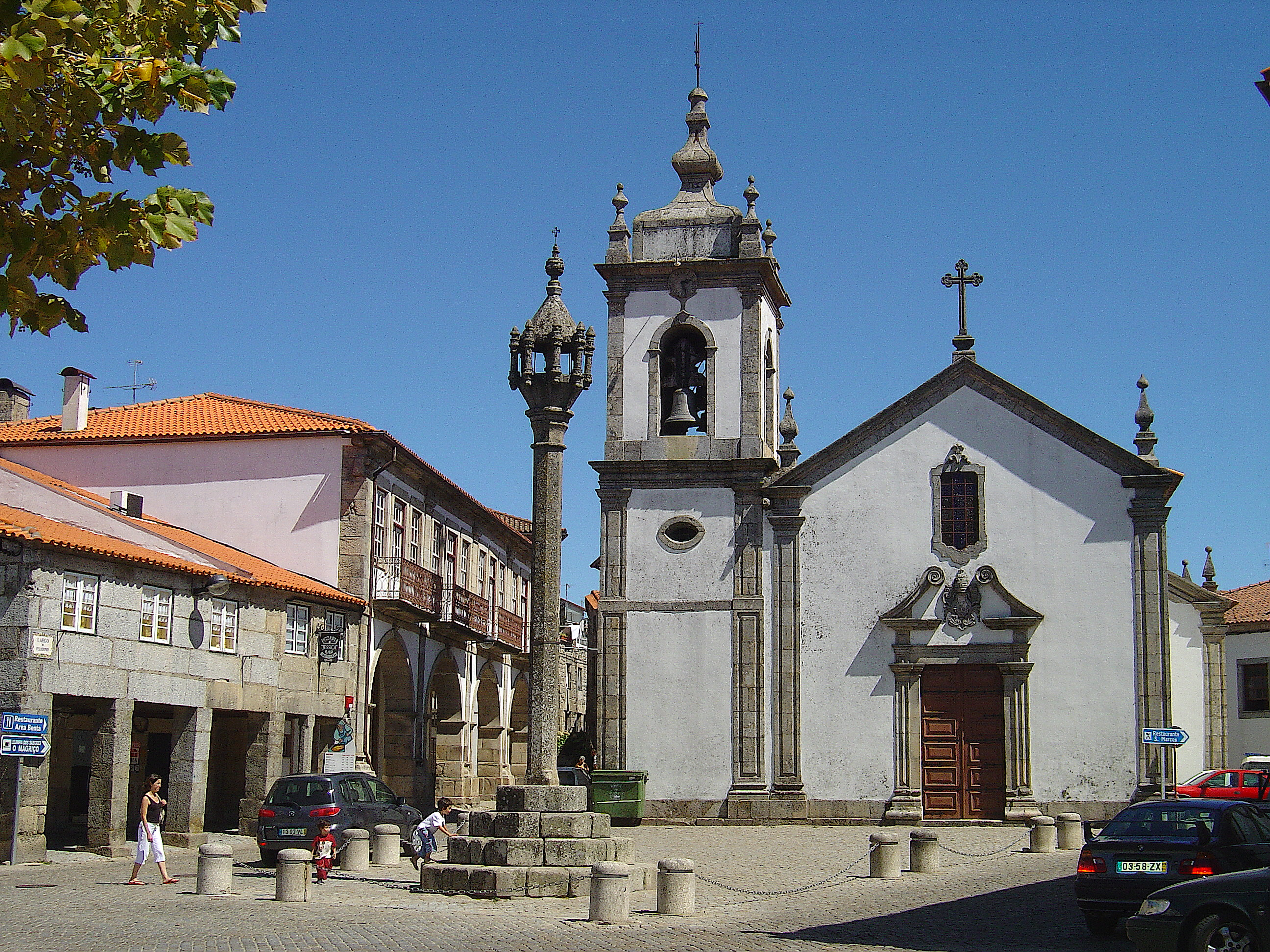
Igreja de São Pedro do século XVII

Com os seus numerosos monumentos, da arquitetura civil, religiosa e militar constitui um dos mais expressivos e belos centros históricos do país, visitado anualmente por muitos milhares de pessoas. Estes monumentos distribuem-se um pouco por todo o município.
Na arquitetura religiosa, destacam-se na sede de município as igrejas paroquiais de Santa Maria e de São Pedro e a igreja da Misericórdia. Na arquitetura civil, encontramos a Casa dos Arcos, do século XVI, a Casa do Gato Preto (um curioso edifício do antigo bairro judaico), e o Pelourinho, bela peça do mais puro estilo manuelino.
Nesta cidade nasceram também o profeta e sapateiro António Gonçalves Annes Bandarra e o Padre Francisco Costa.

### Pré-história e Antiguidade
A cidade de Trancoso, devido à sua localização, entre os rios Douro, Côa e Mondego, faz parte de um conjunto de fortalezas situadas junto da serra da Estrela e da fronteira com Espanha. A sua localização privilegiada constitui um importante ponto de observação por sobre algumas das principais vias romanas que cruzam a região, nomeadamente aquela que fazia a ligação entre Braga e Mérida. Em todo o caso, este é um assunto até agora pouco aprofundado, tanto mais que, numa época mais próxima de nós, até mesmo o estudo das vias de comunicação existentes no Portugal da Idade Média se encontra ainda numa fase embrionária.
Assim, dada a sua localização, compreende-se a importância que esta cidade já tinha antes da fundação de Portugal. Durante a Reconquista trata-se de umas das praças fortes que mais disputa suscitou. Luís de Camões refere que a conquista de Beja, por D. Afonso Henriques, correspondeu a uma espécie de vingança pelo facto de Trancoso ter sido destruída ("Já na cidade Beja vai tomar / Vingança de Trancoso destruída").
Não muito longe da cidade, encontra-se um importante sítio arqueológico considerado Património Mundial: sítios de arte rupestre do Vale do Côa. Desse modo, somos levados a pensar que toda esta região é habitada desde tempos imemoriais.

### Época medieval
A vila de Trancoso foi saqueada por Almançor em 981. Já em 1140, Trancoso foi palco de uma nova contenda entre D. Afonso Henriques e Esmar, derrotado na Batalha de Ourique no ano anterior.
Trancoso encontra-se hoje rodeada de muralhas, da época dionisiana, com um belo castelo, também medieval, a coroar esse majestoso conjunto fortificado.
Aqui se travaram importantes batalhas, entre as quais a de Trancoso, em 1385, num planalto a poucos quilómetros do centro histórico, que impôs pesada derrota às tropas invasoras e que antecipou o resultado da batalha de Aljubarrota.

### Trancoso contemporânea
Trancoso foi elevada a cidade em 9 de dezembro de 2004.
Não esquecendo a antiguidade, porém, Trancoso mantém traços medievais no centro histórico quase inalteráveis, sendo o exterior um meio urbano já moderno e planeado.
Na contemporaneidade, o município de Trancoso tem vindo a estabelecer diversas parcerias com outros municípios aos níveis nacional e internacional. No caso de ligações diretas com outros municípios destacam-se as geminações. Neste caso, até ao presente momento, constata-se que a cidade de Trancoso encontra-se geminada com outros municípios em Portugal, Brasil e Cabo Verde. No caso de ligações envolvendo diversos municípios, o município faz parte da Comunidade Intermunicipal das Beiras e Serra da Estrela (CIM-BSE).
A nível internacional, no âmbito dos projetos de cooperação transfronteiriça, o município integra a comunidade de trabalho Beira Interior Norte - Diputación de Salamanca (BINSAL), constituindo esta comunidade uma das regiões transfronteiriças entre Portugal e Espanha. Este espaço pode ser brevemente descrito nos seguintes termos:
"O espaço transfronteiriço que engloba a Comunidade de Trabalho da Beira Interior Norte – Diputación de Salamanca, é composto em território português por nove Municípios, que são: Almeida, Figueira de Castelo Rodrigo, Celorico da Beira, Guarda, Manteigas, Meda, Pinhel, Sabugal e Trancoso. Da parte espanhola a Diputación de Salamanca tem a seu cargo as comarcas: Alba de Tormes, Ciudad Rodrigo, Fuente de San Esteban, La Sierra, Ledesma, Peñaranda de Bracamonte, Salamanca e Vitigudino."

## Curiosidades

### Histórias de Trancoso
O contista Gonçalo Fernandes Trancoso, considerado um dos primeiros contistas da língua portuguesa, escreveu os Contos & Histórias de Proveito & Exemplo (1575). Este livro foi editado também no Brasil e está na origem de uma expressão brasileira para designar uma série de contos infantis e, de um modo geral, a literatura fantástica de tradição popular.
Alguns exemplos da presença da expressão no Brasil:
"Nossa cultura é muito rica em demasiadas histórias, das mais diversas às mais absurdas. As regiões brasileiras contam com imenso acervo de lendas, costumes, causos, folclores, histórias populares, de trancoso (ou troncoso) etc. Os nossos avós e pais cresceram ouvindo esses mitos, repassando para a gente como forma de nos intimidar e colocar regras, principalmente nos mais traquina".
"As histórias de Trancoso são uma tradição popular que permanece viva até os dias de hoje na região do Cariri. Isabel Maria é uma contadora de histórias da cidade de Juazeiro do Norte, no Ceará, que resgata os contos e histórias de antigamente".
A única cópia da primeira edição do livro de Gonçalo Fernandes Trancoso encontra-se em Washington, DC:
"A primeira edição dos Contos & Histórias de Proveito & Exemplo data do ano de 1575, altura em que foram impressos por António Gonçalves. O texto foi adquirido no ano de 1923 pelo historiador e diplomata brasileiro Manuel de Oliveira Lima. Falecendo em 1928, nos E.U.A., terá legado este volume juntamente com a sua biblioteca, à biblioteca da Universidade Católica da América, a qual integra atualmente a Biblioteca Oliveira Lima, em Washington, DC (DUARTE, 2008: 97-98)".
No começo do século XX, em 1921, Agostinho de Campos reeditou o livro das Histórias de Trancoso, denominando-as "Antologia Portuguesa". Mais recentemente, em 1982, Irene Avilez Teixeira, uma antiga professora primária, legou para a posterioridade um livro intitulado Trancoso — Terra de Sonho e Maravilha, que pode ser considerado uma versão contemporânea dos contos de Trancoso. Esta tradição, por assim dizer, ainda está de algum modo patente na recente apresentação da peça O Segredo da Arca de Trancoso, de Luiz Felipe Botelho, no Teatro Nacional D. Maria II.
Um exemplo típico do que poderia ser uma verdadeira História de Trancoso:
"Iniciou-se então a exploração até à estação de Mondim da Beira em 1910; de Mondim da Beira até Moimenta da Beira, via Salzedas em 1912; de Moimenta da Beira a Ponte do Abade em 1913, via Arcozelos, Faia e Vila da Ponte; de Ponte do Abade a Trancoso em 1915; e de Trancoso a Celorico da Beira em 1916, via Chafariz dos Ventos e Frexes (cf. Linha Férrea Entre-Douro e Beira".

### Terras de D. Urraca
D. Pedro Afonso Viegas nascido em 1130 e neto de D. Egas Moniz foi Tenente na localidade de Trancoso em 1184 e na localidade de Neiva em 1187. Pedro Viegas era possuidor de extensos domínios ao Sul do rio Douro.
Naquele tempo de guerras e vida atribulada era o noivo quem dava o dote à noiva, como garantia de segurança, em caso de morte. Foi assim que D. Urraca, filha do rei D. Afonso Henriques e dos seus amores com D. Elvira Gualter recebeu muitos terrenos com a morte do marido. Essas terras, atualmente, pertencem ao município da Mêda e continuam conhecidas por Terras de D. Urraca.
As condições climáticas e a situação na transição do granito para o xisto, permitiram que nessas terras se produzisse um vinho famoso, que se destaca pelas suas qualidades.

## Transportes

### Acessos

#### Ferroviários
O único centro ferroviário do município fica em Vila Franca das Naves, na Linha da Beira Alta. Desse modo, por essa mesma linha, é possível, por um lado, em direção ao litoral, viajar de comboio entre Trancoso, Coimbra e Lisboa, e por outro, na direção da fronteira, a cidade é ligada à Guarda, a Salamanca e Madrid, existindo ainda uma ligação até Paris através do Sud Expresso. Na década de 1930 esteve planeada uma linha férrea de via estreita entre as estações da Régua, na Linha do Douro, e de Pinhel, passando por Trancoso e Vila Franca das Naves.

#### Rodoviários
A recente conclusão da auto-estrada que liga Trancoso à A25 veio mitigar as deficiências existentes nas vias de comunicação, mas a situação está longe de ser resolvida.

## Economia
Relativamente aos sectores de atividade, os empregos ligados ao sector terciário representam 64,5% do total da população empregada do município, tendência que se mantém ao nível distrital e nacional.
A forte representatividade do setor terciário face ao setor primário, justifica-se em grande medida pela debilidade que do setor primário atravessa, justificada, entre outros aspetos, pela dificuldade em tornar a agricultura numa atividade económica rentável, já que a atividade agrícola é encarada não como fonte de rendimento, mas como ocupação parcial, maioritariamente com carácter familiar e para consumo próprio.
O município de Trancoso caracteriza-se por ser um dos maiores produtores de castanha, atividade agrícola que tem grande peso na economia das populações. O castanheiro faz parte da paisagem trancosense. Tradicionalmente é uma região de referência na produção de castanha e madeira de castanheiro. Para o futuro, a Câmara Municipal tem apoiado alguns jovens empresários com projetos novos, sobretudo na área dos castanheiros, pecuária e queijarias.

## Feiras de Trancoso
As feiras de Trancoso, desde a Idade Média, têm uma expressão significativa na região, inclusivamente em Castela, na vizinha Espanha.
Feira de São Bartolomeu

Esta feira realiza-se em Trancoso durante o mês de agosto, desde 1273:
"Apresenta inclusa carta de D. Afonso, feita pelo notário Pero Pais, em Lisboa, a 8 de agosto de 1311 E.C. [1273 d.C.], mandando fazer uma feira anual na vila de Trancoso. A feira deverá começar oito dias antes do dia de S. Bartolomeu e durar 15 dias".
Outras feiras no município:
- Feira de Santa Luzia
- Feira Medieval de Trancoso
- Feira do Fumeiro de Trancoso
- Feiras de Vila Franca das Naves: São José (19 de março), São Pedro (29 de junho) e São Martinho (11 de novembro).

Há ainda um mercado semanal, à sexta-feira, em Trancoso e, um mercado bimensal, em Vila Franca das Naves, na 2ª e 4ª quarta-feira de cada mês.

## Turismo
A cidade de Trancoso mantém ainda a traça de um centro histórico medieval, que outras cidades portuguesas, como por exemplo Viseu, por virtude dos processos de crescimento da cidade durante o século XIX, não preservaram. Desse modo, uma visita a Trancoso constitui uma viagem no tempo e permite ao visitante apreender e questionar a evolução das cidades e das suas formas ao longo do tempo.
Contudo, apesar de ter preservado grande parte da sua cintura amuralhada, uma visita à cidade de Trancoso, ao seu centro histórico, revela alterações na sua morfologia e arquitetura. Ora, estes são sinais da existência ainda hoje de um espaço histórico vivo e dinâmico, que distingue a cidade doutros dos núcleos urbanos da rede de Aldeias Históricas de Portugal.
O turismo cultural em Trancoso possibilita incursões em universos do saber que estão relacionados com a própria história da cidade (ex.: Medievalística, etc.).
A cidade, procurando desenvolver o turismo de natureza cultural, tem estabelecido algumas parcerias com outras cidades. Em Portugal, como foi referido acima, faz parte da rede de Aldeias Históricas. Em termos europeus, existem condições para o estabelecimento de novas parcerias e redes que possam contribuir para o desenvolvimento do potencial turístico da cidade. Neste último caso, por exemplo, encontram-se a Associação Europeia de Cidades e Regiões Históricas, a associação internacional Cidades Europeias Amuralhadas e o Fórum Ibérico de Cidades Amuralhadas.

## Cultura e Património

### Gastronomia
- Sardinhas Doces de Trancoso - doce regional feito por senhoras de Trancoso

### Monumentos

#### Monumentos nacionais
- Castelo de Trancoso (desde 1921)
- Castelo de Moreira de Rei (desde 1932)
- Igreja de Sta. Marinha — Moreira de Rei (desde 1932)
- Planalto da Batalha de São Marcos (desde 2004)
- Pelourinho de Trancoso (desde 1910)
- Pelourinho de Moreira de Rei (desde 1932)
- Muralhas de Trancoso (desde 1921)
- Sepulturas Antropomórficas de Moreira de Rei (desde 1932)

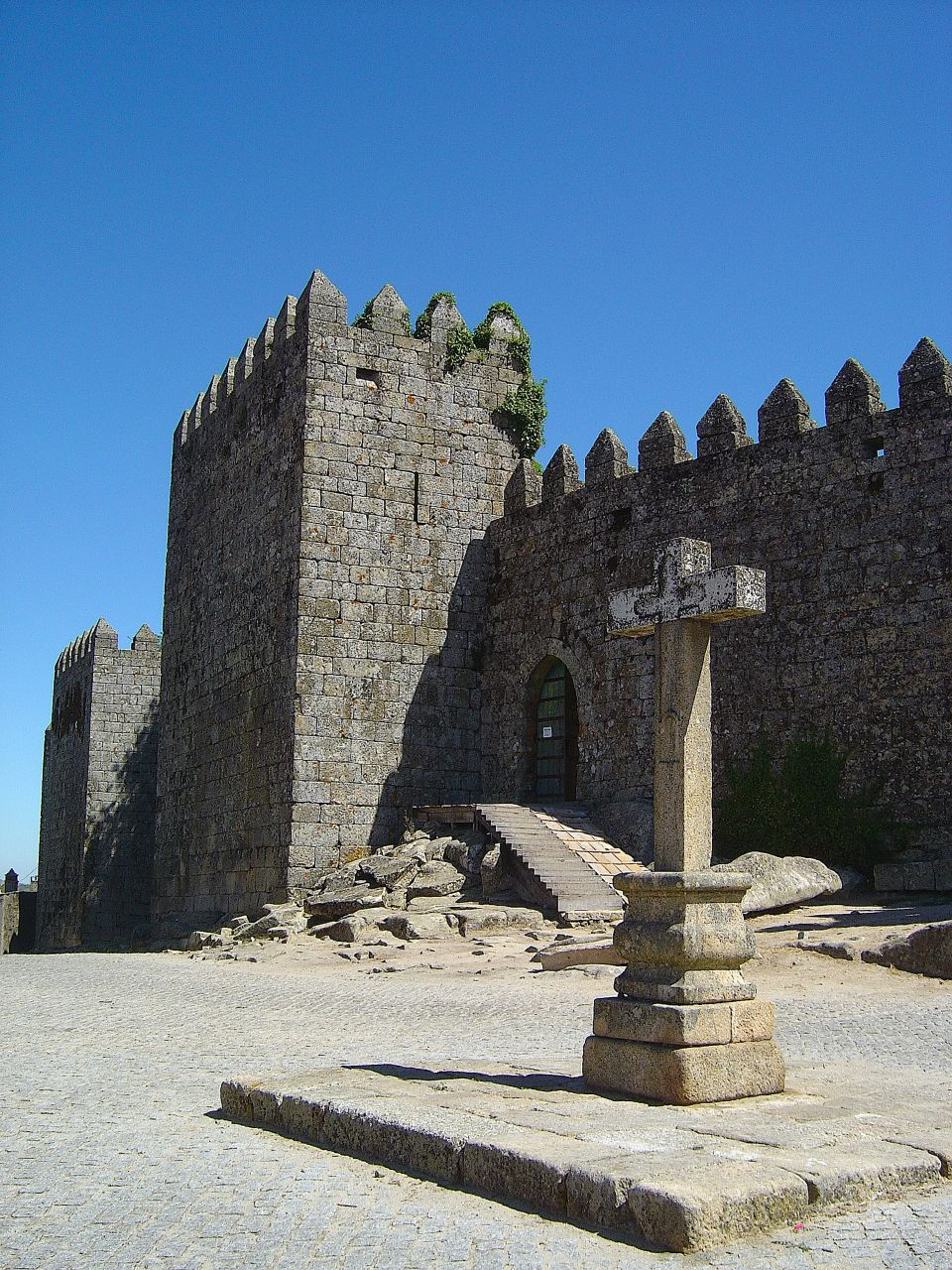
Porta da cidadela antes da última intervenção

#### Imóveis de interesse público
- Capela Sta. Luzia — Trancoso (desde 1953)
- Igreja Matriz — Torre do Terrenho (desde 1977)
- Igreja Nossa Sra. da Fresta — Trancoso (desde 1944)
- Pelourinho de Guilheiro (desde 1933)
- Sepulturas Antropomórficas — Trancoso (desde 1978)
- Solar dos Brasis — Torre do Terrenho (desde 1977)
- Via antiga do Sintrão (desde 1997)

### Judiaria de Trancoso e Cótimos
Existia na cidade de Trancoso uma importante judiaria ou bairro judeu.
No centro da cidade é possível observar alguns edifícios com características da arquitetura judaica.
- Casa do Gato Preto
- Centro de Interpretação da Cultura Judaica Isaac Cardoso
- Marcas da Judiaria de Trancoso
- Freguesia de Cótimos

## Educação
- Agrupamento de Escolas de Trancoso
- Escola Profissional de Trancoso

## Desporto
No município de Trancoso praticam-se diversas modalidades desportivas.
O Grupo Desportivo de Trancoso foi fundado em 1964.

## Personalidades ilustres
- Marquês de Trancoso
- Conde de Trancoso
- Eduarda Lapa
- Fausto Bordalo Dias
- Gonçalo Annes Bandarra
- Gonçalo Fernandes Trancoso
- Isaac Cardoso
- João de Lucena
- Simão Nunes Santiago

## Geminações
A cidade de Trancoso é geminada com as seguintes cidades:
- Castelo de Vide, Portugal
- Ribeira Grande de Santiago, Cabo Verde